# Mohammed Amoura
Mohammed Amoura (en arabe : محمد عمورة), né le 9 mai 2000 à Taher (Jijel) en Algérie, est un footballeur international algérien qui évolue au poste d’avant-centre au VfL Wolfsburg.

## Biographie

### En club
Mohammed Amoura, né à Taher dans la wilaya de Jijel, il fait ses débuts dans le club de sa ville (Oudjana), le NRBO (NRB Oudjana).

#### ES Sétif
Il est repéré par le club de l'ES Sétif où il fait ses débuts professionnels. Mohammed Amoura fait ses débuts professionnels avec l'ES Sétif lors d'une victoire 3-0 en Ligue professionnelle 1 algérienne contre CA Bordj Bou Arreridj le 17 février 2020, marquant le troisième but de son équipe après son entrée tardive. Il commence la saison 2020-2021 de manière tonitruante, son équipe sera vice-championne et Amoura terminera l'exercice en championnat avec 15 buts, 8 passes décisives en 35 matchs à seulement 21 ans pour sa première saison complète.

#### FC Lugano
Le 29 aout 2021, il est transféré au Football Club Lugano pour un montant de 1,2 million d'euros. Il y remporte la Coupe de Suisse 2022 contre le FC Saint-Gall (4-1) et, la saison suivante, il termine troisième du championnat suisse et finaliste de la coupe battu 3-2 par les Young Boys.

#### Union Saint-Gilloise
Après deux saisons passées en Suisse, il signe le 18 aout 2023 en Belgique à l'Union Saint-Gilloise avec un contrat courant jusqu'à 2027 pour un transfert de 4 millions d'euros. Sa vivacité devant le but lui permet de devenir l'un des meilleurs buteurs de la compétition belge. Le 21 septembre 2023, alors qu'il venait de monter au jeu, il inscrit son premier but dans une compétition européenne lors de la rencontre de la Ligue Europa 2023-2024 contre le Toulouse Football Club (1-1).

#### VfL Wolfsburg
Le 8 juillet 2024, il quitte l’Union Saint-Gilloise pour un prêt avec option d'achat à  VfL Wolfsburg. Dès son premier match en Bundesliga disputé le 14 septembre, il délivre une passe décisive contre l'Eintracht Francfort et, deux semaines plus tard, il inscrit son premier but (ainsi qu'une nouvelle passe décisive) contre le VfB Stuttgart.

### En sélections nationales
Auteur de bonnes prestations avec son club en championnat d'Algérie, Mohammed Amoura est convoqué en juin 2021 par le sélectionneur de l'équipe d'Algérie A', Madjid Bougherra, afin de disputer un match amical contre le Burundi. Incapable de se déplacer en Algérie, l'adversaire est finalement remplacé par le Liberia et la rencontre reprogrammée au jeudi 17 juin. Aligné dès le coup d'envoi en pointe de l'attaque, Amoura parvient à se distinguer en marquant quatre buts au cours du match, qui se solde par la victoire des locaux 5-1. Ce quadruplé, réalisé à l'occasion de l'inauguration du stade olympique d'Oran, place le joueur sous le feu des projecteurs, plusieurs médias soulignant notamment son caractère « exportable » après seulement une saison en senior en Algérie. Quelques mois plus tard, il est convoqué pour la Coupe d'Afrique des nations 2021, cependant il ne dispute aucun minute de jeu et assiste à l’élimination de l'Algérie dès les phases de poules de la CAN 2021. Il fait son retour lors du rassemblement du mois de juin 2022 pour affronter l'Ouganda et la Tanzanie. Il inscrit son premiet but avec les A contre la Tanzanie,. Le 29 décembre 2023, il est retenu dans la liste des vingt-sept joueurs algériens sélectionnés par Djamel Belmadi pour disputer la Coupe d'Afrique des nations 2023.

## Statistiques

### En club
| Saison                | Club                  | Championnat           | Championnat | Championnat | Championnat | Coupe nationale | Coupe nationale | Coupe nationale | Coupe de la Ligue | Coupe de la Ligue | Coupe de la Ligue | Compétition(s) continentale(s) | Compétition(s) continentale(s) | Compétition(s) continentale(s) | Compétition(s) continentale(s) | Total | Total | Total |
| Saison                | Club                  | Division              | M.          | B.          | P.d.        | M.              | B.              | P.d.            | M.                | B.                | P.d.              | Comp.                          | M.                             | B.                             | P.d.                           | M.    | B.    | P.d.  |
| 2019-2020             | ES Sétif              | Ligue 1               | 1           | 1           | 0           | -               | -               | -               | -                 | -                 | -                 | -                              | -                              | -                              | -                              | 1     | 1     | 0     |
| 2020-2021             | ES Sétif              | Ligue 1               | 35          | 15          | 6           | -               | -               | -               | 1                 | 0                 | 0                 | CAF2                           | 8                              | 2                              | 0                              | 44    | 17    | 6     |
| Sous-total            | Sous-total            | Sous-total            | 36          | 16          | 6           | -               | -               | -               | 1                 | 0                 | 0                 | -                              | 8                              | 2                              | 0                              | 45    | 18    | 6     |
| 2021-2022             | FC Lugano             | Super League          | 23          | 5           | 0           | 4               | 1               | 0               | -                 | -                 | -                 | -                              | -                              | -                              | -                              | 27    | 6     | 0     |
| 2022-2023             | FC Lugano             | Super League          | 31          | 8           | 4           | 4               | 2               | 1               | -                 | -                 | -                 | C4                             | 1                              | 0                              | 0                              | 36    | 10    | 5     |
| 2023-2024             | FC Lugano             | Super League          | 3           | 1           | 1           | -               | -               | -               | -                 | -                 | -                 | -                              | -                              | -                              | -                              | 3     | 1     | 1     |
| Sous-total            | Sous-total            | Sous-total            | 57          | 14          | 5           | 8               | 3               | 1               | -                 | -                 | -                 | -                              | 1                              | 0                              | 0                              | 66    | 17    | 6     |
| 2023-2024             | Union Saint-Gilloise  | Jupiler Pro League    | 32          | 18          | 4           | 4               | 1               | 0               | -                 | -                 | -                 | C3+C4                          | 6+3                            | 2+0                            | 1+2                            | 45    | 21    | 7     |
| 2024-2025             | VfL Wolfsburg (prêt)  | Bundesliga            | 31          | 10          | 9           | 3               | 0               | 0               | -                 | -                 | -                 | -                              | -                              | -                              | -                              | 34    | 10    | 9     |
| 2025-2026             | VfL Wolfsburg         | Bundesliga            | -           | -           | -           | -               | -               | -               | -                 | -                 | -                 | -                              | -                              | -                              | -                              | 0     | 0     | 0     |
| Sous-total            | Sous-total            | Sous-total            | 31          | 10          | 9           | 3               | 0               | 0               | -                 | -                 | -                 | -                              | -                              | -                              | -                              | 34    | 10    | 9     |
| Total sur la carrière | Total sur la carrière | Total sur la carrière | 156         | 58          | 24          | 15              | 4               | 1               | 1                 | 0                 | 0                 | -                              | 18                             | 4                              | 3                              | 190   | 66    | 28    |

### En sélections nationale
| Saison                | Sélection             | Phases finales        | Phases finales | Phases finales | Phases finales | Éliminatoires CDM | Éliminatoires CDM | Éliminatoires CDM | Éliminatoires CAN | Éliminatoires CAN | Éliminatoires CAN | Matchs amicaux | Matchs amicaux | Matchs amicaux | Total | Total | Total |
| Saison                | Sélection             | Compétition           | M              | B              | Pd             | M                 | B                 | Pd                | M                 | B                 | Pd                | M              | B              | Pd             | M     | B     | Pd    |
| --------------------- | --------------------- | --------------------- | -------------- | -------------- | -------------- | ----------------- | ----------------- | ----------------- | ----------------- | ----------------- | ----------------- | -------------- | -------------- | -------------- | ----- | ----- | ----- |
| 2021-2022             | Algérie               | CAN 2021              | 0              | 0              | 0              | 2                 | 0                 | 0                 | 2                 | 1                 | 0                 | 1              | 1              | 0              | 5     | 2     | 0     |
| 2022-2023             | Algérie               | -                     | -              | -              | -              | -                 | -                 | -                 | 3                 | 2                 | 0                 | 5              | 0              | 0              | 8     | 2     | 0     |
| 2023-2024             | Algérie               | CAN 2023              | 2              | 0              | 0              | 4                 | 0                 | 2                 | 1                 | 0                 | 0                 | 7              | 2              | 0              | 14    | 2     | 2     |
| 2024-2025             | Algérie               | -                     | -              | -              | -              | 2                 | 5                 | 1                 | 4                 | 2                 | 2                 | 1              | 0              | 0              | 7     | 7     | 3     |
| Total sur la carrière | Total sur la carrière | Total sur la carrière | 2              | 0              | 0              | 8                 | 5                 | 3                 | 10                | 5                 | 2                 | 14             | 3              | 0              | 34    | 13    | 5     |

### Matchs internationaux
Le tableau suivant liste les rencontres de l'équipe d'Algérie dans lesquelles Mohammed Amoura a été sélectionné depuis le 8 octobre 2021 jusqu'à présent.

## Palmarès

### En club
| ES Sétif                           | FC Lugano (1)                                                | Union Saint-Gilloise (1)                                                                  |
| ---------------------------------- | ------------------------------------------------------------ | ----------------------------------------------------------------------------------------- |
| - Ligue 1 : - Vice-champion : 2021 | - Coupe de Suisse (1) : - Champion : 2022 - Finaliste : 2023 | - Jupiler Pro League : - Vice-champion : 2024 - Coupe de Belgique (1) : - Champion : 2024 |

## Distinctions personnelles
- En 2024 : Vainqueur du prix Lion belge[11].
- En 2024 : Vainqueur du prix Meilleur buteur du Lion belge.

- Fennec d’or 2024 : Meilleur joueur algérien de l’année par La Gazette du Fennec[12]
- Élu meilleur joueur de la saison 2024-2025 du VfL Wolfsburg [13]